# Aizawl
Aizawl (hindi : आइजोल) est la capitale et la plus grande ville de l'État du Mizoram, dans le nord-est de l'Inde.

## Économie
L'économie de la ville repose principalement sur les services (plusieurs banques importantes ont leur siège social à Aizawl).

## Transports
L'aéroport de Lengpui est situé à proximité de la ville.

## Démographie
En 2011, sa population était de 291 822 habitants pour une superficie de 457 km2.

## Références

Panorama de Aizawl depuis Zemabawk.